# V601SH
V601SH(ブイロクマルイチエスエイチ)は、シャープが製造し、ソフトバンクモバイル（旧・ボーダフォン日本法人）が販売するPDC通信方式の携帯電話端末である。

## 特徴
V601SHはJ-PHONEからボーダフォンへとブランド変更が進む中で発売されたシャープ製V6xxシリーズの第一号機である。ボーダフォン初となる200万画素クラスのCCDカメラ機能(オートフォーカス付)を内蔵した機種であると共に、QVGA液晶、SDメモリカード対応、SD-Audio再生といった多くの機能を搭載した事から、発売開始した2003年12月の時点のボーダフォン端末ラインナップ上ではハイエンド端末に位置づけられた。また、本端末で撮影した動画や写真をテレビに出力する機能も搭載している。
J-SH53より使い勝手の面でソフトウェアに大幅な改良が加えられ、他の操作中であっても、受信したメールを表示し、返信するといった、限定的なマルチタスク機能等を有した。
また、J-SH53でもMpeg4形式の動画は再生できたが、V601SHではマルチメディアチップを別に備え、QVGA,15fpsといった高画質での動画再生が可能になった。
この後一時期の間、Vodafone向けハイエンド端末のカメラはズーム機能の代わりに画質が劣化してしまった他、背面大型カラー液晶の廃止などの事から、当機種は一部から根強い支持を得た。
「高音質なミュージックプレイヤー」と謳いながら、ミュージックプレイヤー使用時、SDカードからデータを読み込む際に発生するノイズを、メーカー(シャープ)及びキャリア(ボーダフォン)共に仕様と言い対応を行わなかった事から、業を煮やしたユーザが公正取引委員会に「優良誤認」案件で通報が相次ぎ、モデル末期の広告から「高音質な」の文字が削除された。

## 付属品
- 電池パック (3.7V 700mAh)
- 急速充電器
- 卓上ホルダー
- ビデオ出力ケーブル